# Ernst A. Kallenberg
Ernst Anton Kallenberg, född den 16 augusti 1866 i Malmö, död den 30 oktober 1947, var en svensk jurist.
Han studerade vid Lunds universitet och var professor där i processrätt 1897-1931. Han var under flera decennier en auktoritet på området, och satte sin prägel på ämbetsmannautbildningen genom sin undervisning. Kallenbergs största rättsvetenskapliga insats gällde en ingående behandling av framför allt den svenska civilprocessen. 
Hans Svensk civilprocessrätt var av stort värde vid arbetet på 1942 års processreform. I vissa stycken är denna ännu aktuell eftersom den nuvarande rättegångsbalken anknyter till äldre lag och praxis. Kallenberg anlitades även i kommittéarbeten; 1908-1911 var han ordförande i konkurslagstiftningskommittén
Kallenberg var påverkad av den tyska doktrinen. Tidigare hade civilprocessen betraktats som ett bihang till civilrätten. Det har funnits tysk litteratur om civilprocessen sedan 1870-talet. Särskilt stor betydelse hade Oscar Bülow, som höjde läran om civilprocessen till rangen av vetenskap jämställd med civilrättsläran. En annan inspiratör var Konrad Hellwig.